# La Princesse et la Forêt magique
Pour plus de détails, voir Fiche technique et Distribution.
La Princesse et la Forêt magique ou La Princesse et les Vilains Lutins au Québec (en hongrois : A hercegnő és a kobold, littéralement « La Princesse et le kobold ») est un long-métrage d'animation américano-magyaro-japonais réalisé par József Gémes et sorti en Hongrie en 1991. 
Il s'agit d'une adaptation cinématographique du roman La Princesse et le Gobelin de l'écrivain britannique George MacDonald, publié en 1872. Le film n'a été diffusé en France qu'en vidéo.

## Synopsis
Irène, la fille du roi, vit paisiblement dans le château de son père, surveillée par sa nourrice. Un jour, profitant de l'absence du roi et de la distraction de sa nourrice, Irène s'aventure dans la forêt voisine, où l'on dit que des choses étranges peuvent arriver à tout moment. Elle y rencontre des créatures maléfiques qui la poursuivent, mais est sauvée par l'arrivée d'un jeune garçon, Curdy, qui la ramène au château. Dès lors, la curiosité d'Irène envers la forêt et envers Curdy ne fait qu'augmenter. Peu après, le royaume fait face à l'invasion d'une dévastatrice armée de gobelins dirigée par le roi des gobelins. Irène et Curdy se retrouvent seuls capables de sauver le royaume.

## Fiche technique
- Titre original : A hercegnő és a kobold
- Titre français : La Princesse et la Forêt magique
- Réalisation : József Gémes
- Scénario : Robin Lyons, d'après le roman de George MacDonald
- Musique originale : István Lerch
- Production : Robin Lyons
- Studios de production : Siriol Productions, Pannónia Filmstúdió, en association avec Sianel 4 Cymru (S4C) et NHK
- Pays :  Royaume-Uni,  Hongrie,  Japon,  États-Unis et  Danemark
- Genre : Animation, aventure, comédie, fantasy et film musical
- Format : couleur
- Son : stéréo
- Durée : 82 minutes
- Dates de sortie :
  - Hongrie : 20 décembre 1991

## Distribution

### Voix originales
- Sally Ann Marsh : Princess Irene (Princess Irène)
- Peter Murray : Curdie (Quentin)
- Rik Mayall : Prince Froglip (Hippolyte)
- Claire Bloom : Great Great Grandmother Irene (l'arrière grand-Mère d'Irène)
- Joss Ackland : King Papa, Irene's father (le Roi, père d'Irène)
- William Hootkins : Peter, Curdie's father (Peter, le père de Quentin)
- Roy Kinnear : Mump
- Robin Lyons : Goblin King (le roi des lutins)
- Peggy Mount : Goblin Queen (la reine des lutins)
- Victor Spinetti : Glump
- Mollie Sugden : Lootie (Léontine)

### Voix françaises
- Daniel Beretta : le père d'Irène (le narrateur)
- Caroline Pascal : Princess Irène
- Donald Reignoux : Quentin
- Kris Bénard : Hippolyte
- Caroline Beaune : l'arrière grand-mère d'Irène
- Vincent Grass : le Roi, père d'Irène
- Guy Chapellier : Peter, le père de Quentin
- Robert Darmel : le roi des lutins
- Françoise Fleury : la reine des lutins
- Michel Muller : Mump
- Alain Flick : Glump
- Jane Val : Léontine

## Éditions en vidéo
En France, le film est édité en VHS par TF1 Vidéo en 1995 sous le titre La Princesse et la forêt magique. Il est ensuite édité en DVD chez le même éditeur et sous le même titre en 2004.